# Nuoto ai XIX Giochi asiatici - 100 metri dorso maschili
La gara dei 100 metri dorso maschili di nuoto ai XIX Giochi asiatici si è svolta il 24 settembre 2023, durante i XIX Giochi asiatici, presso l'Hangzhou Olympic Sports Expo Center.

## Podio
| Pos.    | Atleta       | Nazione       |
| ------- | ------------ | ------------- |
| Oro     | Xu Jiayu     | Cina          |
| Argento | Ryōsuke Irie | Giappone      |
| Bronzo  | Lee Ju-ho    | Corea del Sud |

## Record
Prima della manifestazione il record del mondo (RM), il record asiatico (AS) e il record dei giochi (RC) erano i seguenti.
|  | 51"60 | Thomas Ceccon         | 20 giugno 2022 Budapest                           |
|  | 51"86 | Xu Jiayu              | 12 aprile 2017 Qingdao                            |
|  | 52"34 | Ryōsuke Irie Xu Jiayu | 21 settembre 2014 Incheon 19 agosto 2018 Giacarta |

Durante la competizione è stato migliorato il seguente record:
|  | 52"23 | Xu Jiayu |

## Programma
| Data              | Ora (UTC+8) | Turno    |
| ----------------- | ----------- | -------- |
| 24 settembre 2024 | 11:22       | Batterie |
| 24 settembre 2024 | 20:47       | Finale   |

## Risultati

### Batterie
| Pos. | Batteria | Atleta                  | Nazionalità   | Tempo   | Note |
| ---- | -------- | ----------------------- | ------------- | ------- | ---- |
| 1    | 4        | Xu Jiayu                | Cina          | 53"68   |      |
| 2    | 2        | Lee Ju-ho               | Corea del Sud | 54"06   |      |
| 3    | 3        | Ryōsuke Irie            | Giappone      | 54"11   |      |
| 4    | 3        | Wang Gukailai           | Cina          | 54"28   |      |
| 5    | 4        | Srihari Nataraj         | India         | 54"71   |      |
| 6    | 2        | Daiki Yanagawa          | Giappone      | 55"01   |      |
| 7    | 4        | Chuang Mu-lun           | Taipei cinese | 55"06   |      |
| 8    | 3        | Tonnam Kanteemool       | Thailandia    | 56"02   |      |
| 9    | 2        | Hayden Kwan             | Hong Kong     | 56"28   |      |
| 10   | 3        | Merdan Ataýew           | Turkmenistan  | 56"37   |      |
| 11   | 3        | Farrel Armandio Tangkas | Indonesia     | 56"70   |      |
| 12   | 4        | Zachary Ian Tan         | Singapore     | 57"08   |      |
| 13   | 2        | Lau Shiu Yue            | Hong Kong     | 57"34   |      |
| 14   | 4        | Zackery Tay Quan Long   | Singapore     | 57"47   |      |
| 15   | 4        | Jerard Dominic Jacinto  | Filippine     | 57"57   |      |
| 16   | 3        | Hii Puong Wei           | Malaysia      | 57"67   |      |
| 17   | 4        | Yazan Bawwab            | Palestina     | 57"72   |      |
| 18   | 3        | Homer Abbasi            | Iran          | 58"20   |      |
| 19   | 2        | Thammananthachote       | Thailandia    | 58"32   |      |
| 20   | 2        | Utkarsh Santosh Patil   | India         | 59"42   |      |
| 21   | 4        | Samiul Islam Rafi       | Bangladesh    | 1'00"02 |      |
| 22   | 2        | Abdalla Elghamry        | Qatar         | 1'00"04 |      |
| 23   | 3        | Antonie de Lapparent    | Cambogia      | 1'02"66 |      |
| 24   | 1        | Tselmeg Khash-Erdene    | Mongolia      | 1'02"79 |      |
| 25   | 2        | Chan Si Chon            | Macao         | 1'03"21 |      |
| 26   | 1        | Ali Imaan               | Maldive       | 1'04"64 |      |
| 27   | 1        | Zakhar Pilkevich        | Tagikistan    | 1'10"01 |      |
| 28   | 1        | Khishigbayar Narmandakh | Mongolia      | 1'15"53 |      |

### Finale
| Pos. | Atleta            | Nazionalità   | Tempo | Note |
| ---- | ----------------- | ------------- | ----- | ---- |
|      | Xu Jiayu          | Cina          | 52"23 |      |
|      | Ryōsuke Irie      | Giappone      | 53"46 |      |
|      | Lee Ju-ho         | Corea del Sud | 53"54 |      |
| 4    | Wang Gukailai     | Cina          | 54"00 |      |
| 5    | Daiki Yangawa     | Giappone      | 54"44 |      |
| 6    | Srihari Nataraj   | India         | 54"48 |      |
| 7    | Chuang Mu-lun     | Taipei cinese | 54"88 |      |
| 8    | Tonnam Kanteemool | Thailandia    | 55"73 |      |